# マリア福音姉妹会

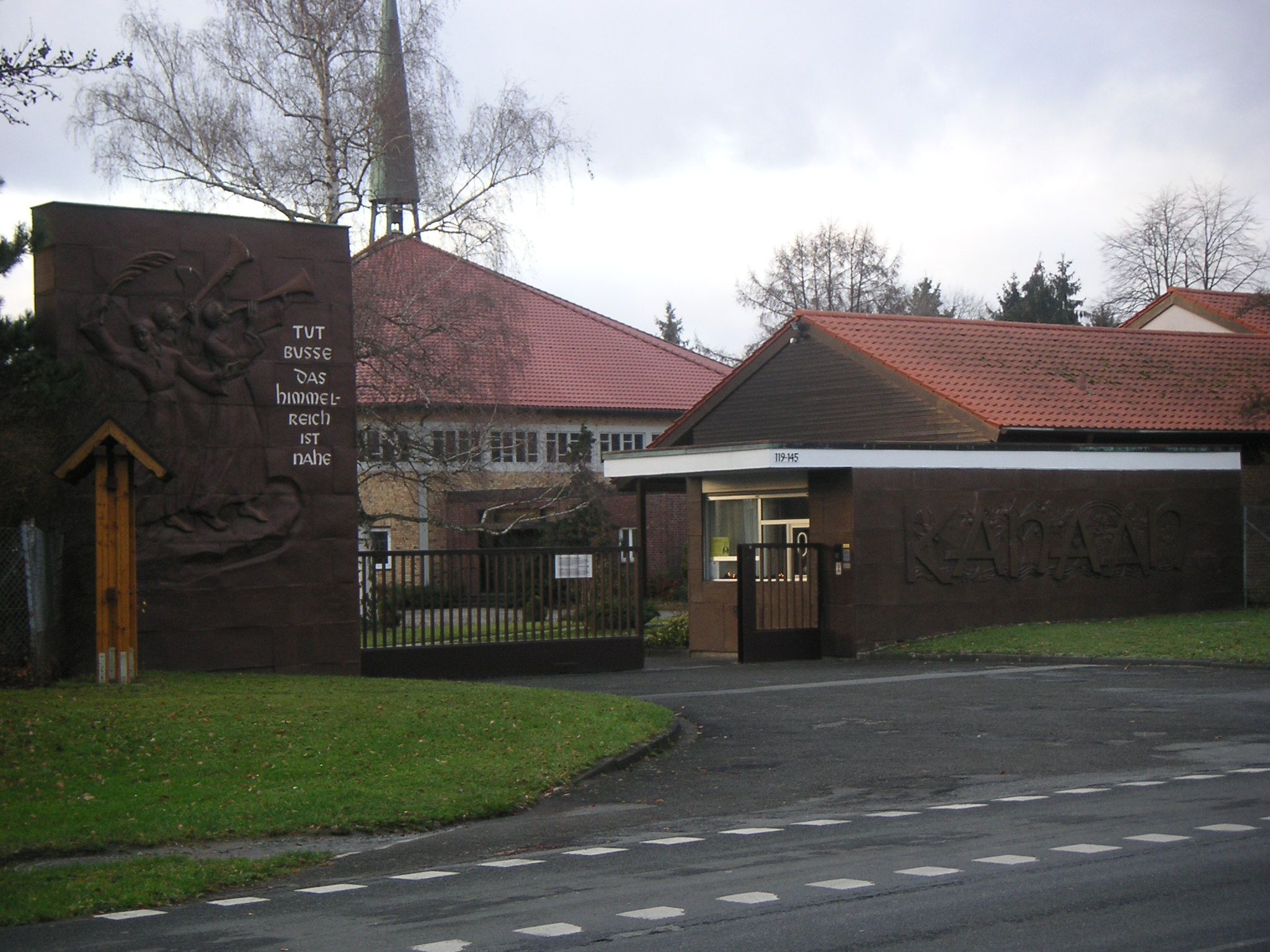

マリア福音姉妹会（まりあふくいんしまいかい、Evangelische Marienschwestern、The Evangelical Sisterhood of Mary）は、ドイツ、プロテスタントのルーテル派の女子修道会である。ダルムシュタットのカナンと呼ばれる本部を中心に、日本を含む世界中に支部を持っている。
この会はドイツ敗戦後の1947年3月30日、マザー・バジレアとマザー・マルテュリアによって設立された。
1944年9月11日の大空襲の夜、二人が導いていた少女聖書研究会の少女たちは「神の臨在の御前に立ち」罪を悔い改めたという。このリバイバルからマリア福音姉妹会が形成された。
廃墟のドイツにおいて姉妹会のシスターたちは自らレンガを集めて教会と建物を建設した。この建設の逸話は『神の現実』という本にまとめられている。
またマザー・バジレアらはナチス政権下において神の選びの民としてのユダヤ人についてメッセージしたことで知られている。戦後はドイツが犯した反ユダヤ主義の罪と、近隣諸国に対して犯した罪に対する謝罪運動を行い、特にイスラエルに対する祈りと和解を求めて救援活動を行っており、イスラエルにも支部がある。
場所はダルムシュタット中央駅からEberstadt行きの1番のトラムに乗って、Von-Ketteler Str.で下車徒歩1分。
日曜日は朝9時半から礼拝をおこなっており、ドイツ語での礼拝ではあるが、ヘッドフォンで英語での通訳を聞くことができる。

## 参考書籍
- 『輝くエルサレムを見よ 選ばれた民への神の真実』後藤まり子訳　カナン出版　ISBN 4944019238
- 『神の現実』高橋三郎 大友陽子共訳 待晨堂